# 徐鼎臣
徐鼎臣，贵州畢節人，清朝政治人物、同進士出身。

## 生平
嘉慶二十二年（1817年）丁丑科進士，三甲五十三名，后官刑部主事。